# Csalánvirágúak
A csalánvirágúak (Urticineae) a kétszikűek közé tartozó  rózsavirágúak (Rosales) rendjének egyik alrendje. Korábbi rendszerekben (Urania Növényvilág, Hortobágyi-rendszer, Borhidi-rendszer) a csalánvirágúak (Urticales) külön rendet vagy főrendet (Urticanae) képeztek, és egy alosztályban (Hamamelididae) szerepeltek a varázsdió-virágúakkal (barkás fák, Hamamelidanae főrend) és a bükkvirágúakkal (Faganae főrend). A legújabb kladisztikai vizsgálatok megerősítették azt a feltevést, hogy az eperfafélék, a szilfafélék (Ulmaceae), a csalánfélék (Urticaceae) és a kenderfélék (Cannabaceae) monofiletikus egységet, kládot alkotnak, tehát a csalánvirágúak név továbbra is érvényben maradhat. A rózsavirágúakon belül éppen ezért külön alrendnek lehet tekinteni e négy család egységét. Ugyanakkor a Cecropia génuszról, amit korábban egyesek a Moraceae, mások az Urticacea családba, vagy saját Cecropicaceae családba helyeztek, bebizonyosodott hogy a csalánfélék közé tartozik.
A csalánvirágúak rendjének virágai rendkívül egyszerűek. A virágtakaró kétkörű és körönként kéttagú. A porzók és a virágtakaró levelek száma megegyezik. A többnyire felső állású termő gyakran két termőlevélből áll, de csak ezek egyike érlel magot. A termés makk vagy csonthéjas.
A szilfélék és az eperfafélék családjába főként fás-, a csalánfélék közé főleg lágyszárú növények tartoznak. A legtöbb fajt a szél porozza be. Gazdaságilag jelentős rostnövények vannak köztük, és egyes fajok tejnedvét is hasznosítják. Általánosan fordulnak elő szöveteikben kovasav- és a kalcium-oxalát kristályok, a cserzőanyagok és a triterpének szerepe viszont alárendelt.